# ツール・デュ・リムザン
ツール・デュ・リムザン（Tour du Limousin）は、例年8月中旬頃、フランスのリムーザン地域圏で開催される自転車競技・ステージレースの名称。UCIヨーロッパツアー2.1にランクされた後、2011年より同2.HCに格上げされる。2013年に同2.1ランクに格下げされた。
過去にベルナール・イノー、シャーリー・モテ、アンドレイ・チミル、ローラン・ブロシャールら、トップクラスのロードレース選手が総合優勝している。日本では、新城幸也が2006年、2008年に総合3位に、2012年に総合優勝したことにより、このレースの存在が広く知られるようになった。なお、1968年から1974年までは、アマチュア選手に出場が限定されていた。

## 歴代優勝者
| 年   | 優勝者                       | 国籍           | 特記           |
| 1968 | ピエール・マルテロッゾ       | フランス       | アマチュア限定 |
| 1969 | ポール・ギュティ             | フランス       | アマチュア限定 |
| 1970 | フランシス・デュテル         | フランス       | アマチュア限定 |
| 1971 | フランシス・デュブルイル     | フランス       | アマチュア限定 |
| 1972 | ユーリ・ディミトリエフ       | ソビエト連邦   | アマチュア限定 |
| 1973 | フランシス・デュブルイル     | フランス       | アマチュア限定 |
| 1974 | ルィシャルド・シュルコヴスキ | ポーランド     | アマチュア限定 |
| 1975 | フランシス・カンパネ         | フランス       |                |
| 1976 | ベルナール・イノー           | フランス       |                |
| 1977 | ベルナール・イノー           | フランス       |                |
| 1978 | ジルベール・ショマズ         | フランス       |                |
| 1979 | ベルナール・ヴァレ           | フランス       |                |
| 1980 | ルネ・ビティンジェ           | フランス       |                |
| 1981 | マルク・マディオ             | フランス       |                |
| 1982 | エリック・サロモン           | フランス       |                |
| 1983 | ドミニク・アルノー           | フランス       |                |
| 1984 | キム・アンダーセン           | デンマーク     |                |
| 1985 | ティエリー・マリー           | フランス       |                |
| 1986 | ドミニク・ゲニュ             | フランス       |                |
| 1987 | シャーリー・モテ             | フランス       |                |
| 1988 | ジャンマルク・マンフラン     | フランス       |                |
| 1989 | ティエリー・クラベローラ     | フランス       |                |
| 1990 | マルティアル・ゲヤン         | フランス       |                |
| 1991 | ミシェル・フェルモート       | ベルギー       |                |
| 1992 | エリック・ボワイエ           | フランス       |                |
| 1993 | シャーリー・モテ             | フランス       |                |
| 1994 | イェンス・ヘプナー           | ドイツ         |                |
| 1995 | アンドレイ・チミル           | ウクライナ     |                |
| 1996 | ローラン・ブロシャール       | フランス       |                |
| 1997 | ラウリ・アウス               | エストニア     |                |
| 1998 | ヴィンセント・カリ           | フランス       |                |
| 1999 | ステファヌ・ウロ             | フランス       |                |
| 2000 | パトリス・アルガン           | フランス       |                |
| 2001 | フランク・ブイエ             | フランス       |                |
| 2002 | パトリス・アルガン           | フランス       |                |
| 2003 | マッシミリアーノ・レッリ     | イタリア       |                |
| 2004 | ピエリック・フェドリゴ       | フランス       |                |
| 2005 | セバスティアン・ジョリ       | フランス       |                |
| 2006 | レオナルド・ドゥケ           | コロンビア     | 新城幸也 3位   |
| 2007 | ピエリック・フェドリゴ       | フランス       |                |
| 2008 | セバスティアン・イノー       | フランス       | 新城幸也 3位   |
| 2009 | マテュー・ペルジェ           | フランス       |                |
| 2010 | グスタヴ・ラルソン           | スウェーデン   |                |
| 2011 | ビェルン・ルクマンス         | ベルギー       |                |
| 2012 | 新城幸也                     | 日本           |                |
| 2013 | マルティン・エルミガー       | スイス         | 新城幸也 2位   |
| 2014 | マウロ・フィネット           | イタリア       |                |
| 2015 | ソニー・コルブレッリ         | イタリア       |                |
| 2016 | ジョセフ・ロスコフ           | アメリカ合衆国 |                |
| 2017 | アレクシス・ヴュイエルモーズ | フランス       |                |
| 2018 | ニコラ・エデ                 | フランス       |                |
| 2019 | ブノワ・コスヌフロワ         | フランス       |                |
| 2020 | ルーカ・ワッケルマン         | イタリア       |                |
| 2021 | ワレン・バルギル             | フランス       |                |
| 2022 | アレックス・アランブル       | スペイン       |                |
| 2023 | ロマン・グレゴワール         | フランス       |                |
| 2024 | アレックス・ボーダン         | フランス       |                |